# Cyclosorus palmeri
Cyclosorus palmeri är en kärrbräkenväxtart som beskrevs av Warren Herbert Wagner. Cyclosorus palmeri ingår i släktet Cyclosorus och familjen Thelypteridaceae. Inga underarter finns listade.